# Theodore Zeldin
Theodore Zeldin (ur. 22 sierpnia 1933 w Brytyjskim Mandacie Palestyny) – angielski historyk, filozof, socjolog, pisarz.

## Życiorys
Uczył się w szkole w Egipcie i w Aylesbury Grammar School. W wieku 15 lat wstąpił do Birkbeck College w Londynie, który ukończył jako 17-latek w roku 1951. Studia kontynuował w Oksfordzie w Christ Church a następnie w St. Anthony's College gdzie uzyskał doktorat. W St. Anthony's College, gdzie wykłada historię, był dziekanem przez 30 lat i przyczynił się do stworzenia podyplomowego centrum studiów międzynarodowych.

## Działalność naukowa i społeczna
Theodore Zeldin znany jest z krytycznej postawy wobec tradycyjnego, wąsko wyspecjalizowanego sposobu uprawiania historii.
Prace Theodora Zeldina przetłumaczone zostały na 24 języki. Początkowo uznanie zdobył jako historyk dziejów Francji. Jest autorem kilkutomowej historii Francji History of French Passions – dzięki której stał się laureatem Wolfson Prize i zyskał sobie miano najbardziej znanego Anglika we Francji (Le Point) – oraz głośnych książek The French i Happiness. Za swoje prace otrzymał francuski order za osiągnięcia na polu sztuki i literatury (Commander of the Order of Arts and Letters of France). Magazyn Time określił go mianem „największego autorytetu światowego w kwestii francuskości”.
Dziś jest znany na świecie głównie jako autor wydanej w 1994 roku pracy An Intimate History of Humanity (Intymna historii ludzkości) – książki, w której sięga do uniwersalnych tematów, z których czerpie literatura, a które pomijają historycy – eksploruje osobiste troski ludzi żyjących w różnych cywilizacjach i w różnych okresach (zarówno w przeszłości jak i współcześnie). Rzuca światło na zmienność emocji, ciekawości, związków czy lęków na przestrzeni dziejów i stara się odpowiedzieć na pytanie jak mogło dojść do ich zróżnicowania. Pisze więc w niej o naturze związków międzyludzkich, nadziei, samotności, miłości, seksie, potrzebie szacunku czy władzy, o lęku i współczuciu. Tworzy w ten sposób żywą encyklopedię ludzkich emocji i zachowań, dodając im historyczne źródła. Zajmuje się myślowymi kliszami, by pokazać ich względność i nietrwałość.
W kolejnych swoich badaniach poszukiwał odpowiedzi na pytania: jak praca zawodowa mogłaby stać się mniej nużąca i frustrująca, jak rozmowa mogłaby stać się mniej powierzchowna i jak jednostki mogłyby odłożyć swoje „maski” na bok i być bardziej uczciwymi względem siebie. Jego projekt Przyszłość pracy zainicjowany przy wsparciu Komisji Europejskiej stał się przyczynkiem do rozwoju idei nowego modelu funkcjonowania biznesu. Jest prezesem Oxford Muse Foundation – fundacji, której celem jest propagowanie metod poprawy związków międzyludzkich na polu osobistym, zawodowym i w kontekście międzykulturowym. Wydana w 1998 roku książka Conversation (Jak rozmowa zmienia twoje życie) stanowi zapis pogadanek emitowanych przez brytyjskie radio (BBC Radio 4).
W 2001 roku został odznaczony orderem Imperium Brytyjskiego (Commander of the Order of the British Empire) za osiągnięcia na polu literatury i w relacjach angielsko-francuskich.
Jest patronem nowej Narodowej Akademii Pisarstwa (National Academy of Writing), członkiem komitetu towarzystwa autorów Society of Authors, powiernikiem Wytham Hall Medical Charity for the Homeless (charytatywnej instytucji medycznej wspierającej bezdomnych) oraz Amar International Appeal for refugees (międzynarodowej instytucji zajmującej się sprawami uchodźców). Jest współzałożycielem i przewodniczącym Oxford Food Symposium – towarzystwa zajmującego się badaniami zwyczajów kulinarnych na świecie. Pracował jako visiting professor na Uniwersytecie Harvarda i University of Southern California. Wykładał w 15 krajach.
Jest członkiem Akademii Europejskiej oraz Zespołu Ekspertów BBC (BBC Brains Trust). Przez Management Today’s New Guru Guide został obwołany „jednym z wiodących intelektualistów brytyjskich”. Doradzał wielu wysoko postawionym decydentom i organizacjomm międzynarodowym. Pełnił funkcje intelektualnego lidera dla firmy Fast Company. Pracował też przy programach dla liderów biznesu prowadzonych w Oksfordzie w Templeton College. Jest profesorem honoris causa paryskiej szkoły biznesu École des Hautes Études Commerciales (HEC) i członkiem (Fellow) Światowego Forum Ekonomicznego. W latach 1993–1995 był prezesem komisji planowania Nord-Pas-de-Calais Planning Commission ponadto doradcą dla French Millennium Commission i prezenterem strony internetowej premiera Francji. W roku 2007 został mianowany na członka komitetu doradzającego prezydentowi Francji Nicolasa Sarkozy’ego w sprawach reform rynku pracy (Commission pour la libération de la croissance française – komisja zwana też Commission Attali – od nazwiska jej przewodniczącego Jacques’a Attali).
Często wypowiada się publicznie we francuskim radiu i telewizji a także zapraszany jest do wygłaszania przemówień przed dygnitarzami francuskiego biznesu i władzy państwowej.
Brytyjski The Independent (Independent on Sunday) zaliczył go do czterdziestu postaci, których idee „zachowają zapewne znaczenie w następnym tysiącleciu”.

## Życie prywatne
Jest mężem Deirdre Wilson, współautorki Theory of Relevance, z którą mieszka w Art Deco House na przedmieściu Oksfordu.

## Publikacje
- Happiness
- The French
- A History of French Passions (5 tomów: Ambition and Love, Intellect and Pride, Taste and Corruption, Politics and Anger, Anxiety and Hypocrisy)
- An Intimate History of Humanity (1994)
- Conversation (1998)

## Tłumaczenia prac na język polski
- Intymna historia ludzkości, tłum. Bożena Stokłosa, Warszawa 1998, Wyd. W.A.B., s. 528, ISBN 83-87021-37-7 (An Intimate History of Humanity 1994)
- Jak rozmowa zmienia twoje życie, tłum. Marcin Sendecki, Warszawa 2001, Wyd. W.A.B., s. 136, ISBN 83-88221-50-7 (Conversation 1998)